# Harald Bielfeld (Diplomat)
Harald Bielfeld (* 23. März 1895 in Arnstadt; † 30. Juni 1980 in Pretoria, Südafrika) war ein deutscher Diplomat. Er war von 1924 bis 1934 und erneut von 1951 bis 1960 in Südafrika stationiert, zuletzt im Rang eines Botschaftsrats. In der NS-Zeit leitete er von 1938 bis 1943 das Afrika-Referat im Auswärtigen Amt und war an den kolonialrevisionistischen Bestrebungen des NS-Staats beteiligt.

## Leben
Harald Bielfeld wurde als Sohn des Ersten Bürgermeisters von Arnstadt und Geheimen Staatsrats Harald Bielfeld (1863–1933) und der Elsbeth Janke geboren. In Arnstadt besuchte er das Humanistische Gymnasium. Anschließend begann er ein Studium der Rechts- und Staatswissenschaften an den Universitäten in Freiburg im Breisgau, München und Berlin. 1914/15 belegte er Sprachkurse und Kurse über Kolonialverwaltung sowie Kolonialwirtschaft am Seminar für orientalische Sprachen in Berlin. Von Anfang 1916 bis Ende 1918 leistete er im Ersten Weltkrieg Militärdienst.
Ab 1919 setzte er das Studium an der Universität in Jena fort, legte am 22. November 1919 das Referendarexamen ab und wurde 1920 promoviert. Ab dem 2. Januar 1920 war Bielfeld im thüringischen Justizdienst tätig und wurde zum 8. September 1920 in den Auswärtigen Dienst berufen. 1921 legte er die konsularische Prüfung ab und war ab Anfang April 1922 dem Generalkonsulat in Kalkutta zugeteilt unter dem Generalkonsul Heinrich Rüdt von Collenberg-Bödigheim. Bielfeld führte ab Ende Januar 1923 die Amtsbezeichnung eines Vizekonsuls. Am 10. Mai 1924 wechselte er an das Generalkonsulat in Pretoria. In Südafrika wurde ihm von Ende März 1926 bis Anfang 1927 die kommissarische Leitung des Konsulats in Lourenço Marques übertragen. Ab Anfang 1927 erhielt er die kommissarische Leitung des Büros des Entschädigungskommissars für Südafrika in Windhuk, welche Mitte April 1927 Zweigstelle Windhuk des Generalkonsulats Pretoria und ab Mitte Juli 1927 dann Konsulat wurde. Ab dem 22. Juni 1927 führte er die Amtsbezeichnung eines Konsuls Er nahm am 26. November 1927 wieder seinen Dienst am Generalkonsulat Pretoria auf. Hier wurde ihm am 28. Mai 1928 die kommissarische Leitung des Generalkonsulats übertragen. Mit Eintreffen des neuen Geschäftsträgers in Pretoria, Alex Bernhard Tigges (1880–1939), Ende Juli 1928 wechselte er in die Leitung der Wirtschaftsabteilung. Ab 3. Juni 1932 führte er die Bezeichnung Konsul II. Klasse und übernahm von Februar bis Juni 1934 die Leitung der konsularischen Zweigstelle des Generalkonsulats Pretoria in Johannesburg als Neueinrichtung.
Von Johannesburg aus führte Bielfelds nächster Einsatz an die deutsche Botschaft in London. Hier trat er am 14. Juli 1934 als Gesandtschaftsrat II. Klasse seinen Dienst an. Nach dem Tod des deutschen Botschafters in London, Leopold von Hoesch, Mitte April 1936 übernahm Bielfeld kurzzeitig bis 23. August 1936 die Funktion des Geschäftsträgers. Danach kam Joachim von Ribbentrop zur Wahrnehmung der Amtsgeschäfte eines Botschafters nach London. Zum 1. Oktober 1936 trat Bielfeld der NSDAP bei (Mitgliedsnummer 3.752.094). Als Gesandtschaftsrat I. Klasse beendete er zum 27. November 1938 seinen Dienst in London.
Ab 1. Dezember 1938 war er erneut im Auswärtigen Amt in Berlin und übernahm dort die Leitung des Referates X/Afrika. Bielfeld unterstützte die Kolonialwirtschaftliche Denkschrift von Kurt Weigelt, welche eine Neuordnung und territoriale Forderungen formulierte. Bereits drei Monate später wurde er am 2. März 1939 zum Vortragenden Legationsrat ernannt und führte vom 27. Oktober 1941 an die Amtsbezeichnung Gesandter. Anfang November 1940 hatte Bielfeld  Kolonialforderungen an Frankreich formuliert. Der Plan hatte den Namen Die territoriale Kolonialforderung an Frankreich im Rahmen der Gesamtforderung. Darin wurde eine Erweiterung des deutschen Einflussgebietes auf strategisch wichtige Häfen, wie z. B. Conakry und Freetown, wie auch Inseln vor der Küste Westafrikas und ostafrikanische Küstenabschnitte beschrieben. Abgestellt wurde dabei, die Niederlage Frankreichs vorwegnehmend, auf ein zusammenhängendes Kolonialreich Mittelafrika, wie es Innenminister Wilhelm Frick kurz vorher in seinem Memorandum Raumerweiterung und Stützpunktfragen aufgezeichnet hatte. Madagaskar sollte „nicht aus kolonialpolitischen Gründen, sondern zwecks Ansiedlung der Juden“ zu Deutschland gehören, schrieb Bielfeld. Mitte 1941 schickte er an das Kolonialpolitische Amt der NSDAP (KPA) den Entwurf einer Verordnung über den Arbeitseinsatz Eingeborener und gleichgestellter Fremder in den Kolonien. Philipp Bouhler, welcher im Beirat der Deutschen Kolonialwissenschaftlichen Gesellschaft war, sollte sich Anfang 1942 von Theodor Gunzert und Bielfeld zu Kolonialfragen informieren. Anfang März 1942 erläuterte Bielfeld in der Kanzlei des Führers Bouhler die geplante Organisation der Kolonialverwaltung, welche u. a. einen Gouverneur als Repräsentant der obersten Gewalt in der jeweiligen Kolonie unter der Aufsicht des Kolonialministers vorsah. Er äußerte, dass die Grenzen Ostafrikas nicht feststehen und beschrieb Gebiete, welche zusätzlich eingenommen werden könnten. Die von Günter Wagner für das KPA formulierte Denkschrift über Stellung und Aufgaben der Regierungsethnologen in den Kolonien dokumentierte einen eher forschenden Ansatz der Ethnologen und hob die Notwendigkeit des Ausgleichs zwischen der afrikanischen Kultur und den neuen Errungenschaften hervor, enthielt aber auch die Forderung, dass es nicht zur Vertraulichkeit mit den Afrikanern oder gar Fürsprache kommen sollte. Diese Denkschrift wurde von Bielfeld dahingegen kommentiert, dass er die Verbindung zwischen den Ethnologen und der Kolonialverwaltung nicht dargestellt sah. Im Februar 1942 erhielt Bielfeld von Franz Rademacher die Nachricht zum Madagaskarplan, „dass die Juden nicht nach Madagaskar, sondern nach dem Osten abgeschoben werden sollen. Madagaskar brauche mithin nicht mehr für die Endlösung vorgesehen werden.“
Ab Mai 1943 wurde er persönlicher Referent des Staatssekretärs und Vorsitzenden des Länderausschusses Afrika. Zum 18. Januar 1944 wechselte er an die deutsche Gesandtschaft nach Bern. Bielfeld wurde hier die Bearbeitung der Schutzmachtangelegenheiten und die Beobachtung des Britischen Reiches übertragen. Er befasste sich auch mit den Militärinternierten in Italien.
Nach der Niederlage Deutschlands im Zweiten Weltkrieg war er von Juni bis August 1945 als Referent für Schutzmachtangelegenheiten im Eidgenössischen Politischen Departement (Außenministerium der Schweiz), Abteilung für fremde Interessen, eingesetzt.
Ab Oktober 1945 wurde er arbeitslos und befand sich bis Juni 1946 mehrmals in kurzzeitiger Internierung in der Schweiz. Ab Juli 1946 wurde er als juristischer Berater der Hannoveraner Firma Dipl. Ing. Carl Simonis (auch Stahl-Simonis) tätig. Diese Beschäftigung hatte Bielfeld bis Ende März 1949 inne und reiste, seit Anfang April 1949 Mitglied des Vorstands des Trysa Trust Ltd. (Pretoria), nach Südafrika aus. Seit Juni 1949 war er Geschäftsführer der Gesellschaft für europäische Einwanderung in Pretoria und wurde Mitte 1950 Geschäftsführer des Deutsch-Afrikanischen Hilfsausschusses (DAHA), ebenfalls mit Sitz in Pretoria.
Am 4. Dezember 1950 trat Bielfeld in den Auswärtigen Dienst der Bundesrepublik Deutschland ein. Am deutschen Generalkonsulat in Pretoria übernahm er am 15. Januar 1951 die Leitung der Wirtschaftsabteilung. Mehrmals übernahm Bielfeld in dieser Zeit die kommissarische Leitung der Gesandtschaft. Zum 8. April 1954 wurde er zum Botschaftsrat ernannt. Die bisherige Gesandtschaft in Südafrika wurde am 15. April 1954 zur deutschen Botschaft aufgewertet. 1958 war er im Auftrag der Deutschen Botschaft Prozessbeobachter beim Treason Trial. Hier traf er auf den Ankläger Oswald Pirow, welchen er aus seiner Amtszeit in Pretoria während des Dritten Reichs kannte. Nach fast 10 Jahren erneuter diplomatischer Tätigkeit bat er 1960 um Versetzung in den Ruhestand. Diese erfolgte am 31. März 1960. Anfang September 1960 wurde er mit dem Verdienstkreuz 1. Klasse ausgezeichnet.
In seinem 1963 verfasste Buchkapitel Südafrika rechtfertigt er die Apartheid-Politik. Eine „räumliche Absonderung“ der „Farbigen“ solle die „Heimat der weißen südafrikanischen Nation“ wieder herstellen.
Helmut Bielfeld war seit 23. September 1926 mit Eleonore Marie Zorn (* 1895 in Pretoria) verheiratet. Das Ehepaar hatte zwei Söhne.

## Schriften
- Südafrika. In: Weltgeschichte der Gegenwart: Die Staaten, Francke, 1962, S. 495–510.